# Барак Леві
Барак Леві (івр. ברק לוי; нар. 7 січня 1993, Рішон-ле-Ціон, Ізраїль) — ізраїльський футболіст, воротар клубу «Маккабі» (Тель-Авів), який на правах оренди виступає за «Хапоель Катамон» (Єрусалим).

## Клубна кар'єра
Розпочав футбольний шлях у молодіжній академії «Маккабі» (Тель-Авів). Дебютував у першій команді 23 квітня 2011 року в переможному (3:1) поєдинку проти «Хапоеля Іроні» (Кір'ят-Шмона). Цього ж сезону Леві виступав і в молодіжній команді. 3 листопада 2011 року дебютував на європейській арені в поєдинку проти «Сток Сіті» (2:1) в Лізі Європи. У сезоні 2011/12 років боровся за місце першого воротаря команди з Гаєм Хаймовим, зіграв 20 матчів в ізраїльському чемпіонаті.
У сезоні 2012/13 років Леві втратив своє місце в команді, поступившись Вінсенту Еньєамі. Проте по ходу сезону встиг зіграти 8 матчів в той час як Еньєамі виступав на Кубку африканських націй. Після відставки Аніма Барак залишився в команді другим воротарем, в той час як основним був іспанець Хуан Пабло Колінас, й разом з «Маккабі» тричі поспіль виграв національний чемпіонат, Кубок Ізраїлю та Кубок Тото.
Влітку 2015 року Леві на правах річної оренди перейшов до «Маккабі» (Нетанья).

## Кар'єра в збірній
Леві викликався Гаєм Лузоном до молодіжної збірної й у червні 2013 року брав участь у молодіжному чемпіонаті Європи, де був другим воротарем.

## Досягнення

### Командні
«Маккабі» (Тель-Авів)
- Прем'єр-ліга (Ізраїль)
  -  Чемпіон (3): 2012/13, 2013/14, 2014/15

- Кубок Ізраїлю
  -  Володар (1): 2014/15

- Кубок Тото
  -  Володар (1): 2014/15